# Sakara
|  | Aquest article tracta sobre un instrument de percussió. Si cerqueu l'antiga necròpoli egípcia , vegeu «Saqqara». |

El sakara és un instrument de percussió tradicional de la música yoruba de Nigèria. Consisteix en una forma de toc feta d'argila i coberta d'una pell de cabra. Es toca amb un pal.